# 데이 오브
《데이 오브》(영어: Day Off)는 필리핀의 리얼리티 프로그램이다.

## 같이 보기
- GMA 뉴스 TV